# La Camelia
La Camelia är en ort i Mexiko.   Den ligger i kommunen Tlalixcoyan och delstaten Veracruz, i den sydöstra delen av landet, 300 km öster om huvudstaden Mexico City. La Camelia ligger 34 meter över havet och antalet invånare är 104.
Terrängen runt La Camelia är platt. Runt La Camelia är det ganska glesbefolkat, med 43 invånare per kvadratkilometer. Närmaste större samhälle är Tlalixcoyan, 15,6 km öster om La Camelia. Trakten runt La Camelia består till största delen av jordbruksmark.